# Referèndum constitucional kirguís de 2010
El referèndum constitucional  es va celebrar al Kirguizstan el 27 de juny del 2010 per a reduir el poder presidencial i enfortir la democràcia arran dels avalots del Kirguizstan de 2010 aprovant la nova Constitució. Després d'aquest referèndum va haver-hi eleccions presidencials i parlamentàries celebrades el 10 d'octubre del mateix any.

## Antecedents

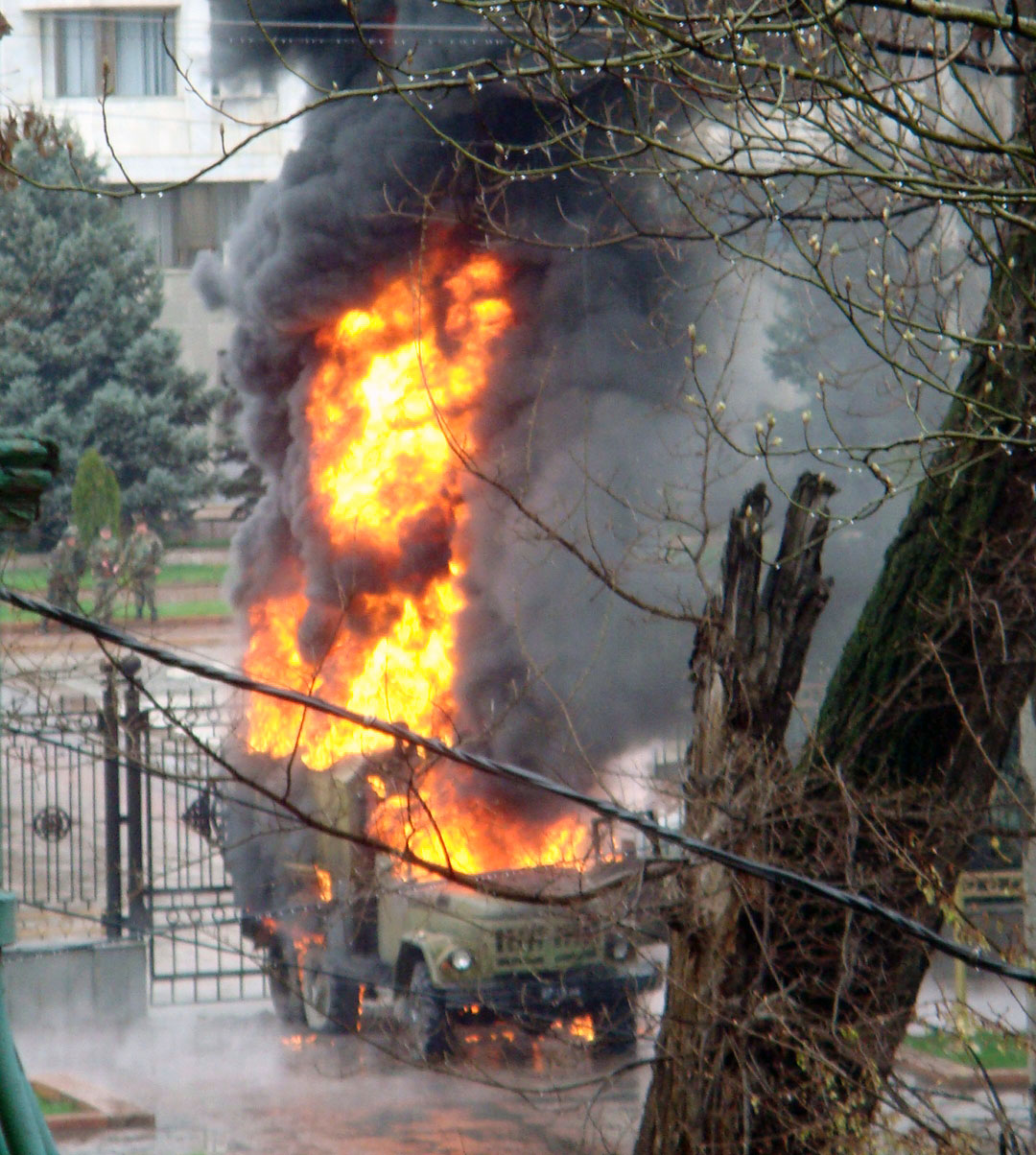
Un vehicle de l'armada cremant-se durant els disturbis a Bixkek el 7 d'abril de 2010.

Després de la caiguda de Kurmanbek Bakiyev, l'administració provisional de Roza Otunbàieva va convocar un referèndum per reduir els poders presidencials. La constitució proposada faria que el Kirguizstan es convertís en una de les primeres democràcies parlamentàries del centre de l'Àsia central, on predominen els sistemes presidencialistes.
Les setmanes prèvies al referèndum, va haver-hi disturbis ètnics al sud del país (la regió d'on procedeix Bakiyev) a les ciutats d'Oix i Jalal-Abad entre la minoria uzbeka i els kirguisos. Hi va haver toc de queda que va ser aixecat amb motiu del referèndum. Alguns refugiats varen tornar dels camps de refugiats a l'Uzbekistan enmig d'una crisi humanitària. A Bixkek, la capital, la situació fou "tranquil·la, amb gent que mostrà una barreja d'escepticisme i esperança perquè la votació creï un nou futur per al Kirguizstan".
La votació es va produir enmig de temors internacionals sobre l'estabilitat del país.

## Resultats
Les votacions van acabar a les 20:00h i els resultats inicials es va començar a saber l'endemà.
| Referèndum constitucional kirguís de 2010    | Referèndum constitucional kirguís de 2010 | Referèndum constitucional kirguís de 2010 | Referèndum constitucional kirguís de 2010 | Referèndum constitucional kirguís de 2010 |
| Opcions de vot                               | Opcions de vot                            | Vots                                      | Percentatge                               |                                           |
| -------------------------------------------- | ----------------------------------------- | ----------------------------------------- | ----------------------------------------- | ----------------------------------------- |
| Sí                                           | Sí                                        | 1.782.069                                 | 90,56%                                    |                                           |
| No                                           | No                                        | 158.638                                   | 8,06%                                     |                                           |
| Blanc                                        | Blanc                                     | 27.205                                    | 1,39%                                     |                                           |
| Vots vàlids                                  | Vots vàlids                               | 1.940.707                                 | 99,6%                                     |                                           |
| Vots invàlids                                | Vots invàlids                             | 27.205                                    | 1,39%                                     |                                           |
| Vots totals                                  | Vots totals                               | 1.967.912                                 | 100%                                      |                                           |
| Participació                                 | Participació                              | 72,30%                                    | 72,30%                                    |                                           |
| Electors                                     | Electors                                  | 2.721.870                                 | 2.721.870                                 |                                           |
| Fonts: Arxivat 2011-07-22 a Wayback Machine. |                                           |                                           |                                           |                                           |